# Gasthaus Weststraße 22
Das ehemalige Gasthaus Weststraße 22, Ecke Mittelstraße, in der niedersächsischen Samtgemeinde Land Hadeln, Gemeinde Wanna im Landkreis Cuxhaven, stammt vom 20. Jahrhundert. Aktuell (2024) wird es als Wohnhaus genutzt.
Das Gebäude steht unter Denkmalschutz (siehe auch Liste der Baudenkmale in Wanna).

## Geschichte und Beschreibung
Als Wanen wurde der Ort 1139 erstmals erwähnt. Um 1900 hatte der Ort rund 2200 Einwohner und mehrere Gasthäuser.
Das eingeschossige Gebäude in Backstein mit flachem ziegelgedeckten Satteldach und mit Drempelgeschoss wurde als Gasthof 1902 gebaut. An der westlichen Straßenseite gliedert seitlich ein zweigeschossiger Risalit mit breitem Giebel und Freigespärre sowie horizontale Gesimsbänder das Haus.
Das Landesdenkmalamt befand u. a.: „… städtebaulich wirksam an der Gabelung von West- und Mittelstraße in Westerwanna.“